# King of the Monsters 2: The Next Thing
King of the Monsters 2: The Next Thing (キング・オブ・ザ・モンスターズ2?, Kingu obu za Monsutāzu 2) è un videogioco arcade di tipo picchiaduro con elementi wrestling, sviluppato e pubblicato nel 1992 dalla SNK. È il diretto sequel di King of the Monsters. In questo capitolo, tre dei mostri sopravvissuti ritornano e combattono in tutto il mondo contro mostri alieni giganti che minacciano la Terra. Il titolo venne portato da Takara sulle console Sega Mega Drive e SNES.

## Trama
Tre anni dopo gli eventi del primo gioco, solo tre mostri sono sopravvissuti a quello che nei libri di storia è noto come il "Massacro del Re dei Mostri". Sono diventati più avanzati e pericolosi che mai. Ma ora, nel 1999, un potente mostro alieno e la sua ondata di scagnozzi minacciano di conquistare la Terra. I mostri sopravvissuti devono sconfiggere la minaccia aliena e dimostrare ancora una volta chi è il Re dei Mostri.

## Modalità di gioco
Il giocatore a inizio partita sceglie uno dei tre mostri per la battaglia (Super Geon, Cyber Woo o Atomic Guy), controllabili con il joystick a otto direzioni e tre pulsanti, e un secondo giocatore può unire le forze per combatterli insieme.
A differenza del predecessore, King of the Monsters 2: The Next Thing presenta sette livelli a scorrimento laterale ambientati non più in Giappone ma in diverse aree del mondo, che si concludono con una battaglia contro un boss. Il cammino per raggiungere quest'ultimo è generalmente breve e il livello di difficoltà è basso. Lungo il percorso si possono incontrare nemici comuni, eliminabili con un singolo colpo, i quali sono numerosi e attaccano da diverse angolazioni. I loro attacchi non sono particolarmente frequenti e, anche quando vengono colpiti, infliggono pochi danni.
Come accennato, alla fine di ogni livello si incontra un boss, il quale deve essere sconfitto facendogli esaurire la sua energia per completare il livello. D'altra parte uno scontro con lui è estremamente impegnativo, perché le sue prese sono particolarmente potenti, infliggendo 2,5-3 danni per colpo (la barra della vita del giocatore parte da 6 e, al massimo, da 8). Essere lanciati ripetutamente esaurirà rapidamente la vita del giocatore e porterà alla sconfitta. Per contrastare questo fenomeno, se un nemico lo afferra, può premere ripetutamente il pulsante A o B per respingerlo. Tuttavia, a causa dell'elemento casuale dell'attacco, potrebbe comunque essere lanciato indipendentemente dal numero di volte in cui il pulsante viene più volte premuto. Inoltre, sconfiggere il boss finale innesca un evento di battaglia a tempo limitato che, a seconda dell'esito, può portare a un lieto fine negativo senza i crediti bonus.
La partita finisce quando il tempo a disposizione del giocatore raggiunge lo 0, oppure se non scorre in avanti nel momento in cui appare il messaggio "Hurry Up". Ma se si hanno crediti, è possibile continuare dal punto esatto in cui si è stati sconfitti. Continuando, è anche possibile cambiare il mostro controllabile.

## Accoglienza
In Giappone, la rivista Game Machine elencò King of the Monsters 2: The Next Thing nel numero del 1º luglio 1992 come l'undicesima unità arcade di maggior successo del mese. Allo stesso modo, RePlay ha riferito che era l'undicesimo gioco più popolare in Nordamerica. Il titolo ha ricevuto un'accoglienza generalmente mista dalla critica fin dalla sua uscita nelle sale giochi e su altre piattaforme.